# Ekaterina Atalık
Ekaterina Atalık (* 14. November 1982 in Kirow als Jekaterina Lwowna Polownikowa) ist eine türkisch-russische Schachspielerin, welche die Titel einer Frauenschachgroßmeisterin (WGM) und eines Internationalen Meisters (IM) trägt.

## Einzelturniere
1997 gewann sie in Tallinn die Europameisterschaft der weiblichen Jugend U16. Im April 2006 gewann sie die in der türkischen Stadt Kuşadası ausgetragenen siebenten Europäischen Einzelmeisterschaften der Damen. Im Januar 2016 siegte sie beim 15th International Chess Festival in Prag mit 8 Punkten aus 9 Partien. Atalık gewann 2008 und 2016 die türkische Meisterschaft der Frauen.

## Mannschaftsturniere
Sie spielte bei den Schacholympiaden der Frauen 1998 in Elista für Russlands zweite Mannschaft und 2006 in Turin für die Türkei. Außerdem nahm sie an den Mannschaftseuropameisterschaften der Frauen 1999 in Batumi für Russland sowie 2007 in Iraklio und 2015 in Reykjavík für die Türkei teil.
Am European Club Cup der Frauen nahm Atalık seit 2000 sechsmal teil. In der Mannschaftswertung erreichte sie 2000 mit Michail Tschigorin Sankt Petersburg, 2004 mit FINEK Sankt Petersburg und 2010 mit Sankt Petersburg den zweiten Platz, in der Einzelwertung erreichte sie 2010 das beste Ergebnis am vierten Brett, 2004 das zweitbeste Ergebnis am zweiten Brett und 2014 das drittbeste Ergebnis am dritten Brett.
In der deutschen Bundesliga der Frauen spielt sie seit der Saison 2014/15 für den SK Schwäbisch Hall, in der französischen Top 12 der Frauen spielte Atalık 2019 für La tour de Juvisy. In der chinesischen Mannschaftsmeisterschaft spielte sie 2019 für Chengdu, in der britischen Four Nations Chess League in der Saison 2019/20 für Manx Liberty. Mit dem Württemberger Team gewann sie 2017 in Braunfels die Deutsche Mannschaftsmeisterschaft der Landesverbände.

## Privates
Seit dem 11. November 2005 ist sie mit dem türkischen Großmeister Suat Atalık (* 1964) verheiratet und hat die türkische Staatsbürgerschaft erworben.
Sie führt die türkische Elo-Liste der Frauen seit ihrem Verbandswechsel an.